# Гай Меммій Регул
Гай Меммій Регул (лат. Gaius Memmius Regulus; ? — після 65) — державний діяч Римської імперії, консул 63 року.

## Життєпис
Походив з плебейського роду Мемміїв. Син Публія Меммія Регула, консула-суффекта 31 року. Службу розпочав під орудою батька. З 35 до 44 року був легатом при батькові під керування того провінціями Ахай, Македонія і Мезія.
У 63 році став консулом разом з Луцієм Вергинієм Руфом. У 65 році призначено магістром жрецької колегії Августів Клавдіїв. Про подальшу долю немає відомостей.